# Красный Октябрь (Добрушский район)
Красный Октябрь (бел. Чырвоны Кастрычнік; до 6 января 1938 года — Хотеевка) — посёлок в Носовичском сельсовете Добрушского района Гомельской области Республики Беларусь.

## География

### Расположение
В 20 км на юг от районного центра и железнодорожной станции Добруш (на линии Гомель — Унеча), 23 км от Гомеля.

### Водная система
Река Прудок (приток реки Уть).

## Транспортная сеть
Рядом автомобильная дорога Тереховка — Гомель. Планировка состоит из прямолинейной, меридиональной улицы, застроенной редко деревянными домами.

## История
Основан в начале XX века переселенцами из соседних деревень. В 1926 году в Тереховском сельсовете Краснобудского района Гомельского округа. В 1930 году создан колхоз «Новая деревня», работали конная круподробилка, 3 ветряные мельницы, кузница. Во время Великой Отечественной войны в сентябре 1943 года оккупанты полностью сожгли посёлок. В составе госплемзавода «Носовичи» (центр — деревня Носовичи).

## Население

### Численность
- 2004 год — 8 хозяйств, 12 жителей

### Динамика
- 1926 год — 43 двора, 210 жителей
- 2004 год — 8 хозяйств, 12 жителей